# Pellenc ST
 (mars 2023).
 (juin 2021).
La mise en forme du texte ne suit pas les recommandations de Wikipédia : il faut le « wikifier ».
Les points d'amélioration suivants sont les cas les plus fréquents. Le détail des points à revoir est peut-être précisé sur la page de discussion.
- Les titres sont pré-formatés par le logiciel. Ils ne sont ni en capitales, ni en gras.
- Le texte ne doit pas être écrit en capitales (les noms de famille non plus), ni en gras, ni en italique, ni en « petit »…
- Le gras n'est utilisé que pour surligner le titre de l'article dans l'introduction, une seule fois.
- L'italique est rarement utilisé : mots en langue étrangère, titres d'œuvres, noms de bateaux, etc.
- Les citations ne sont pas en italique mais en corps de texte normal. Elles sont entourées par des guillemets français : « et ».
- Les listes à puces sont à éviter, des paragraphes rédigés étant largement préférés. Les tableaux sont à réserver à la présentation de données structurées (résultats, etc.).
- Les appels de note de bas de page (petits chiffres en exposant, introduits par l'outil «  Source ») sont à placer entre la fin de phrase et le point final[comme ça].
- Les liens internes (vers d'autres articles de Wikipédia) sont à choisir avec parcimonie. Créez des liens vers des articles approfondissant le sujet. Les termes génériques sans rapport avec le sujet sont à éviter, ainsi que les répétitions de liens vers un même terme.
- Les liens externes sont à placer uniquement dans une section « Liens externes », à la fin de l'article. Ces liens sont à choisir avec parcimonie suivant les règles définies. Si un lien sert de source à l'article, son insertion dans le texte est à faire par les notes de bas de page.
- La présentation des références doit suivre les conventions bibliographiques. Il est recommandé d'utiliser les modèles {{Ouvrage}}, {{Chapitre}}, {{Article}}, {{Lien web}} et/ou {{Bibliographie}}. Le mode d'édition visuel peut mettre en forme automatiquement les références.
- Insérer une infobox (cadre d'informations à droite) n'est pas obligatoire pour parachever la mise en page.

Pour une aide détaillée, merci de consulter Aide:Wikification.
Si vous pensez que ces points ont été résolus, vous pouvez retirer ce bandeau et améliorer la mise en forme d'un autre article.
Pellenc Selective Technologies (Pellenc ST) est une entreprise française qui conçoit, produit et commercialise, depuis 2001, des équipements et services de tri intelligents et connectés, pour l’industrie du recyclage.
La société, dont le siège est basé à Pertuis, en Provence, emploie plus de 250 personnes[Quand ?] et fournit des machines de tri optique capables de séparer les déchets en fonction de leur matière ou de leur couleur. Elle constitue la première étape industrielle dans le traitement des déchets. 
Plus de 2000 machines ont été installées par Pellenc ST à travers le monde. 
L’entreprise possède également 2 filiales : l’une en Caroline du Nord (Etats-Unis ), l’autre à Tokyo (Japon)[il manque la troisième]. Pellenc ST est également présente dans 40 pays dont le Royaume-Uni, l’Allemagne, l’Italie, l'Australie, la Pologne, le Canada, l’Espagne, la Corée du Sud, etc.[énumération sans beaucoup d'intérêt encyclopédique]
Pellenc ST est présent sur trois marchés principaux :
- Le tri des déchets : il s’agit à la fois des déchets issus de la collecte sélective, les ordures ménagères, ainsi que les déchets de construction et de démolition (C&D) et les déchets industriels (DAE).
- Le recyclage des plastiques : régénération des bouteilles, paillettes, PET, films PE, PP[Quoi ?]…
- Le recyclage des métaux : Déchets électroniques, résidus de broyage automobile, aluminium…[2]

A ces segments principaux s’ajoutent par exemple le papier/carton, les films, le bois, le textile...

## Histoire

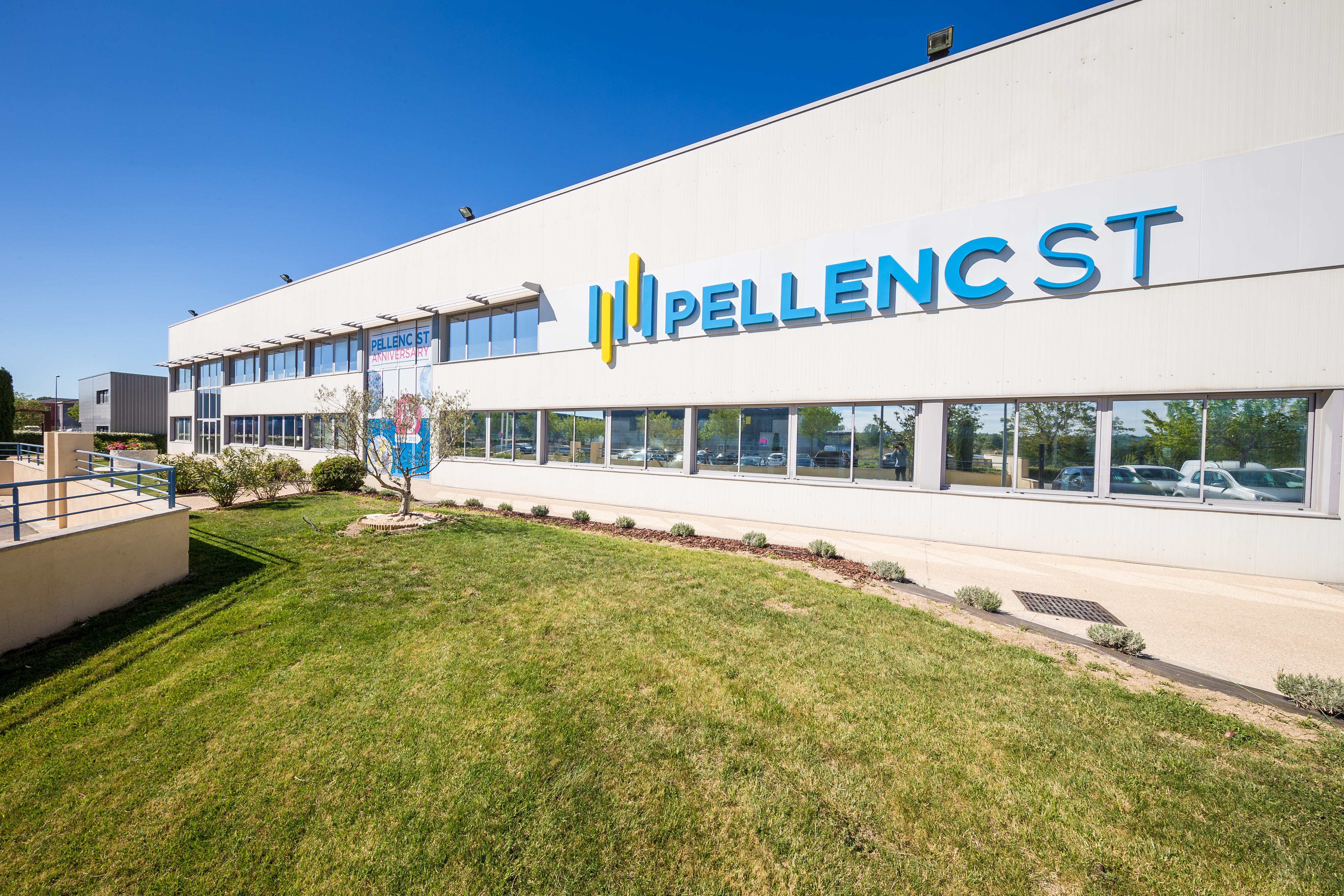
Locaux de Pellenc ST.

### Naissance de Pellenc ST
La société Pellenc St est née d’une branche du Groupe Pellenc SA, alors dirigée par Roger Pellenc. En effet, en 1994, ce dernier crée l’entité Pellenc Environnement. Le Groupe Pellenc SA, qui fabriquait jusque-là des machines, équipements et outillages électroportatifs pour l’agriculture, opère un pivot technologique.
Les machines servant à cueillir les fruits servent de base à la mise au point de machines de tri de déchets.
En 2001, l’entreprise Pellenc ST voit officiellement le jour avec le lancement du premier trieur optique. 
La même année, Pellenc ST commercialise ses premières machines Mistral en unité de valorisation énergétique.
En 2007, un nouveau modèle de trieur optique est créé : la machine Boreas, spécialisée dans le traitement des papiers et cartons. 
En 2013, Elle sera suivie par la Xpert, réservée au tri des DEEE, métaux et objets noirs en 2013. Cette même année, Roger Pellenc transmet la direction de l’entreprise à Jean Henin, un jeune ingénieur passionné d’entrepreneuriat et de développement industriel.
Dès lors, l’organisation de l’entreprise évolue vers une stratégie d’expansion industrielle et connait une croissance à 2 chiffres.[passage promotionnel]

### Implantation à l'international
En France, Pellenc ST possède 65% de part de marché[réf. nécessaire]. 
L’entreprise s’est internationalisée rapidement, puisqu’entre 2004 et 2008, elle vend une machine de tri CSR au Japon et une machine de tri ternaire en Allemagne. Une filiale au Japon est créée en 2008, et une autre aux Etats-Unis dès 2010.
En 2011, l’entreprise devient par exemple leader dans le traitement des déchets biologiques en Espagne[réf. nécessaire]. Elle est classée en 2015 parmi les 100 premières PME et ETI françaises sur les marchés étrangers[réf. nécessaire].
Aujourd’hui (2023), l’ETI a déployé en tout plus de 2000 machines dans plus de 40 pays.  
En tout, les exportations représentent en moyenne 70% du chiffre d’affaires de l’entreprise depuis sa création[réf. nécessaire].

### Étapes-clés du développement de l'entreprise
Le salon IFAT[Quoi ?] de 2016 est l’occasion de présenter le dernier modèle de Mistral+ au monde industriel. Un an plus tard, Pellenc ST inaugure son centre de test et de formation, sur le site de Pertuis.
Lors de l’exposition du MuCEM[Quoi ?] intitulée « Vie d’ordures » en 2017, la Mistral+ est présentée au grand public en démo live. Pellenc ST est d’ailleurs mécène du MuCEM pour cet évènement.
Lors du salon IFAT de 2018, Pellenc ST présente la Mistral+ avec option Top Speed. A Pollutec la même année, le Club des Equipementiers Français du Recyclage, dont fait partie Pellenc ST, est mis à l’honneur.
Pellenc ST organise régulièrement des évènements, comme la journée technique consacrée aux standards de tri en 2019 et 2022 par exemple. 
En 2020, l’entreprise a également lancé une nouvelle architecture logicielle : le Central Nervous System (CNS)[Quoi ?], ainsi que des services connectés pour ses machines Mistral+. 
Ces dernières années, Pellenc ST met donc l’accent sur la numérisation et les services intelligents - notamment en ce qui concerne la maintenance, en plus de la conception et production de machines de tri.
En 2022, Pellenc ST a inauguré son Centre Innovation, un espace de 1 350 m2 consacré à la R&D visant à concevoir, prototyper et valider les technologies de demain, dans les conditions réelles d’un centre de tri.
Début 2023, Pellenc ST se dote d'un nouveau Centre de Production pour accompagner sa croissance et doubler ses capacités de production.

## Technologies
Les équipements proposés par Pellenc ST intègrent différentes technologies : la spectroscopie infra rouge, visible, l’induction, rayons X, la profilométrie... 
La société travaille également sur de nombreux projets de recherche afin d'intégrer de nouvelles innovations ( intelligence artificielle, filigranes numériques...) sur ces machines afin d'aller encore plus loin dans le tri et le recyclage des déchets : CIMPA, HolyGrail 2.0, Triscell, Ampacet, Sealive.

### Produits

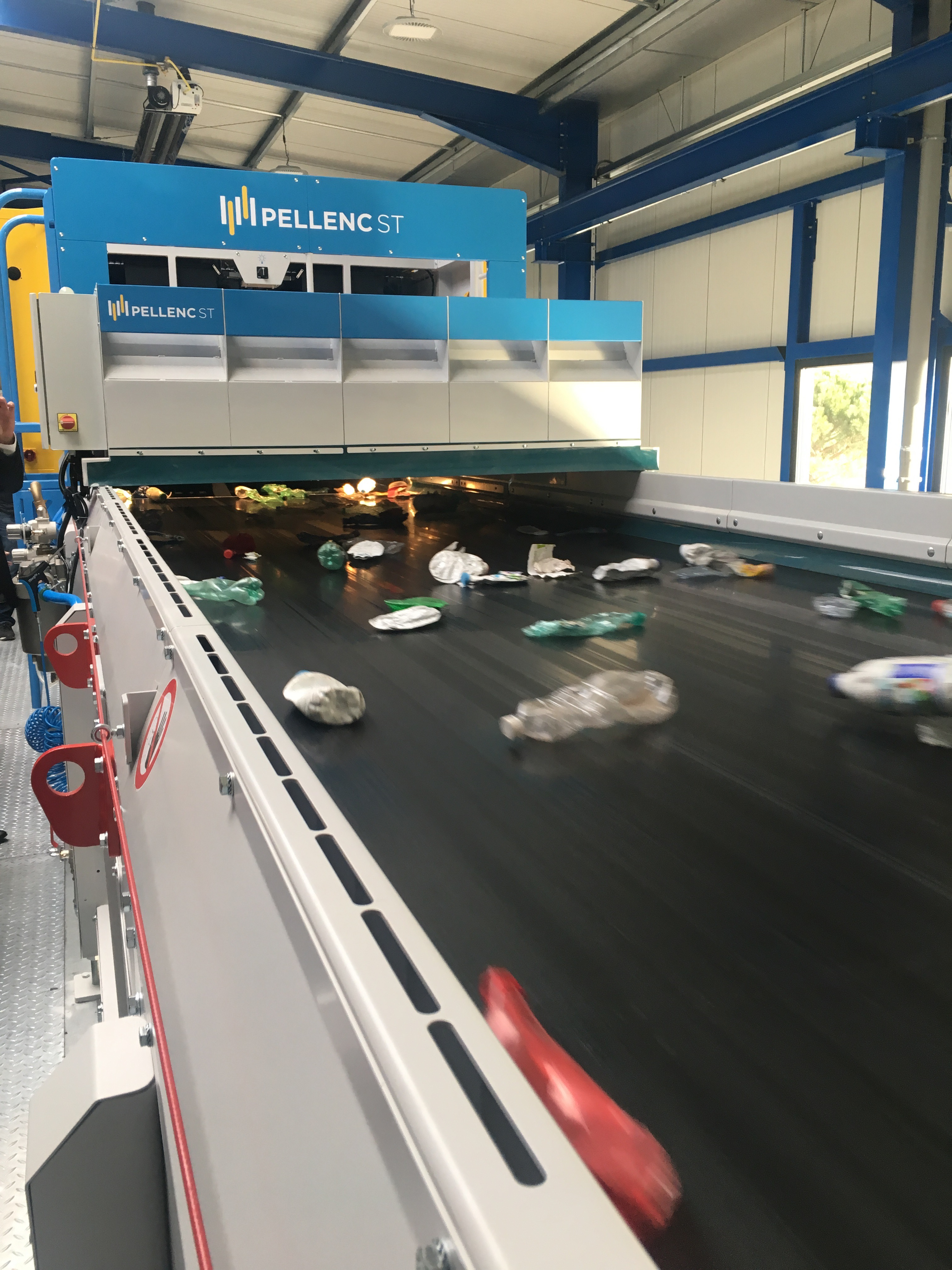

#### Mistral+ CONNECT
La Mistral+ CONNECT est le modèle le plus vendu et le plus connu de la gamme Pellenc ST. Il s’agit d’un trieur optique multi-matériaux destiné aux centres de tri et de recyclage.

#### COMPACT+
La COMPACT+ est destinée à des intégrations plus complexes et au marché de la modernisation. Son encombrement réduit lui permet de s’inscrire dans les exigences des ensembliers.

#### QC+
La QC+ n’est pas destinée au tri des déchets, mais au contrôle qualité des matériaux qui passent dans le convoyeur et sur le tapis. Elle est en particulier destinée au contrôle qualité du CSR (Combustible Solide de Récupération).

#### XPERT
La machine XPERT est destinée au tri des métaux et VHU. Elle identifie les matériaux et métaux grâce à un générateur de rayon X, combiné à un détecteur bi-énergie. Elle est particulièrement adaptée pour la valorisation des résidus de broyage automobile, des déchets électroniques, des déchets organiques et le recyclage des métaux.

### Services
Pellenc ST fournit également des services intelligents de maintenance et des interfaces connectées pour ses trieurs optiques.

#### Smart&Share[19]
La plateforme Smart&Share est une solution SaaS[Quoi ?] de monitoring et reporting des données mise à disposition des clients de Pellenc ST pour piloter la maintenance de leur site. 
Cet outil statistique analyse en continu et en temps réel le fonctionnement des trieurs optiques, avec pour objectif d’optimiser leurs performances. Grâce à des tableaux de bord et des alertes de maintenance préventive, le Smart&Share permet d’assurer le bon fonctionnement des machines de tri optique.

#### Service Pack
Le Service Pack est une offre de services dite tout-en-un.
Cette solution est destinée aux exploitants de centres de tri ou de recyclage et combine des services traditionnels (interventions sur site, télémaintenance, formations), la fourniture de pièces détachées et d'usure, sans limitation, ainsi que des conseils issus des analyses des données collectées par l'outil digital Smart&Share.

### Centres de tests
En France, Pellenc ST possède un démonstrateur industriel de plus de 600 m², à disposition de ses clients et partenaires, pour étudier les meilleures stratégies de tri et optimiser la valorisation des déchets. L’ADEME et la Région Sud ont cofinancé ce projet, dans le cadre de leur programme Filidéchet. 
Le centre de tests comprend une ligne multi-matériaux consacrée au tri des emballages et au recyclage des plastiques ainsi qu’une ligne destinée au tri des métaux, des DEEE et plastiques issus de VHU.
À l’aide d’une boucle de recirculation, les lignes de tri permettent de simuler plusieurs séquences de tri en conditions réelles d’exploitation.
Ce centre est également un centre de formation pour les clients et partenaires, sur l’ensemble des produits Pellenc ST.
La filière Pellenc ST japonaise possède également un Centre de test et de formation d’une superficie de 105m2. Un autre Centre de test de plus de 450 m2 a vu le jour en 2021 aux Etats-Unis (Caroline du Nord), dans les locaux de la filiale. 
En novembre 2022, Pellenc ST America a inauguré son nouveau centre de tests à Pineville, NC afin de pouvoir répondre aux demandes croissantes d’essais industriels. Ce démonstrateur industriel de 560m² dotés des derniers équipements de tri intelligent. 

### Certifications
A ce jour, l’entreprise possède différentes certifications ISO : ISO 9001, ISO 14001, ISO 45001, ainsi que la certification TÜV Rheinland et  ISO 27001 sur la Mistral+ CONNECT Full Package.

## Engagements

### Économie circulaire
L’entreprise Pellenc ST revendique son engagement envers l’économie circulaire.
De par son activité, elle s'inscrit dans la boucle comme première étape industrielle de l’économie circulaire, en amont des processus de recyclage. 
Pellenc ST fait partie des 99 entreprises françaises à avoir signé, en 2019,la nouvelle édition du French Business Climate Pledge. Ce projet, initié par le Medef, vise à accroître les investissements dans la transition écologique et la gestion du changement climatique, d’ici à 2023. 

### French Fab
Les technologies Pellenc ST sont brevetées et «Made in France».
Pellenc ST se place sous le label French Fab - lancé le 2 octobre 2017 par Bruno Lemaire, Ministre de l’économie et des finances -, qui se positionne comme “l'étendard de l’industrie française en mouvement”. 
Depuis 2020, Pellenc ST est également membre de la communauté “Les Excellences” de Bpifrance et a rejoint l’accélérateur de cet organisme pour une durée de 18 mois. 
L’entreprise affiche ainsi son soutien à la compétitivité de l’industrie locale et son attachement au savoir-faire français. Pellenc ST est également membre du club des équipementiers français.

### Eco-conception
La directive européenne sur les plastiques à usage unique (juin 2019) impose que tout emballage soit recyclable dès 2025, et intègre dans sa fabrication un taux minimum de matière première recyclée (MPR).
Occupant une position-clé dans le processus de recyclage, Pellenc ST accompagne les acteurs de la filière comme les éco-organismes, metteurs sur le marché, concepteurs d’emballages, de colorants et d’additifs pour éco-concevoir les emballages.
En 2020, un service entièrement destiné à l'écoconception est créé, afin de proposer différents types d’essais pour évaluer la capacité d’un objet à être trié et recyclé.
Ce « département EcoDesign » est, selon le Président Jean Henin, « dédié aux marques françaises et internationales désireuses d’accroître leurs connaissances dans le domaine et de s’inscrire dans le bon sens ».

## Notoriété

### Récompenses
Au cours des 20 dernières années, Pellenc ST a reçu plusieurs distinctions. L’entreprise reçoit  2007, le trophée DCF-Ubifrance du « Développement à l’international »[réf. nécessaire]. En 2010, le Prix de l’Académie de Marseille (Henri Fabre) est attribué à Antoine Bourely, directeur R&D chez Pellenc ST.
Deux prix sont obtenus en 2010 : le Trophée RMC “Champion de l’emploi, PME bougeons-nous” et le Trophée INPI de l’Innovation.
En 2012, Pellenc ST reçoit le Trophée de l’Innovation « Economie du Vaucluse » à Pertuis[réf. nécessaire].
En 2014, c’est le Prix de l’Innovation qui est décerné à l’entreprise, de la part d’Ecofolio, pour sa participation à la croissance du recyclage des papiers en France.
S’en s’ont suivis le Prix du Dynamisme à l’Export (2014, Trophées 2014 des éco-entreprises), le Prix « PME Remarquable », catégorie « Innovation dans les technologies » décerné par le Ministère de l’Environnement en 2016, le Prix Ernst and Young de l’Entrepreneur de l’année (Région PACA, 2017). Et enfin, le Trophée La Provence « Hub Eco Vaucluse » (2018), remis à Jean Henin, PDG de Pellenc ST.
En 2021, l’entreprise Pellenc ST est lauréate du Prix I-nov du Gouvernement français pour son projet PICQ (Performance par Intelligence Connectée pour la Qualité) , qui consiste à “améliorer la compétitivité de l’économie circulaire avec des centres de tri « 4.0 » qui permettront d’augmenter la qualité des produits triés, de gagner en performance pour les exploitants, et de réduire les tâches répétitives”.
Elle est aussi choisie la même année par le Ministère de l’Économie, des Finances et de la Relance, dans le cadre du plan de soutien aux investissements industriels dans les territoires “France Relance”.
Fin 2021, Jean Henin a été nommé chevalier de l'ordre national du Mérite. 